# Rodolfo Rombaldoni
Rodolfo Rombaldoni (né le 15 décembre 1976 à Sant'Elpidio a Mare, dans la province de Fermo, dans la région des Marches) est un joueur de basket-ball Italien, jouant aux postes de meneur et d'arrière.

## Biographie
Rodolfo Rombaldoni est international italien de 2001 à 2004. Il remporte la médaille d'argent aux Jeux olympiques 2004. 

## Distinction
- Ordre du Mérite de la République italienne[1] le 27 septembre 2004